# سیدهپور
سیدهپور (به انگلیسی: Siddhpur) یک منطقهٔ مسکونی در هند است که در Siddhpur Taluka واقع شده‌است. سیدهپور ۶۱٬۸۶۷ نفر جمعیت دارد.